# Lev Lechtchenko
Pour les articles homonymes, voir Lechtchenko.
Lev Valerianovich Lechtchenko (en russe : Лев Валерья́нович Ле́щенко), né le 1er février 1942 à Moscou, est un chanteur soviétique puis russe.

## Biographie
En 1964, Lechtchenko est admis à l'Académie russe des arts du théâtre. Il connait la gloire nationale en interprétant Le Jour de la victoire au début des années 1970.
Il remporte le premier prix au festival de Sopot en 1972.
À la télévision à partir de 1978, il présente une émission musicale Spoïemte drouzia (Споёмте, друзья).
À la cérémonie de fermeture des Jeux olympiques d'été de 1980, il chante la chanson Au revoir Moscou lorsque la mascotte géante Misha s'envole vers le ciel attachée à des ballons, devant les spectateurs émus. 
Entre 1980 et 1993, il enregistre plusieurs albums avec l'ensemble musical Spectre (Спектр) dirigé par Igor Dorokhov. 
Il enseigne à l'Académie russe de musique Gnessine.
En 1999, son étoile est inaugurée sur la Place des Étoiles près du quai Moskvoretski dans l'arrondissement Tverskoï de Moscou.
Le 1er février 2012, à l'occasion de son 70e anniversaire, il donne un gala concert dans la salle de spectacle Crocus City Hall de Moscou, où il reçoit les hommages de Svetlana Medvedeva l'épouse du président russe Dmitri Medvedev.

## Récompenses et honneurs
- prix du Komsomol (1978)
- ordre de l'Amitié des peuples (1980)
- Ordre de l'Insigne d'honneur (1989)
- ordre du Mérite pour la Patrie de 4e classe (2002)
- ordre du Mérite pour la Patrie de 3e classe (2007)
- ordre du Mérite pour la Patrie de 2e classe (2012)
- ordre du Mérite pour la Patrie de 1er classe (2017)
- Ordre de l'Amitié (Kazakhstan) (2011)